# 1910年1月大彗星
1910白晝大彗星（The Great Daylight Comet of 1910）亦可稱為一月大彗星（Great January Comet），是一顆於1910年1月可見的大彗星；根據記載，其最高視星等可能超越了金星。著名的哈雷彗星於同年五月回歸，不過明亮的一月大彗星顯然搶走不少哈雷彗星的丰采：1986年哈雷彗星再度回歸，據許多老者敘述，相比之下一月大彗星更為明亮。